# Pawłowka (rejon rylski)
Pawłowka (ros. Павловка) – wieś (ros. деревня, trb. dieriewnia) w zachodniej Rosji, w sielsowiecie durowskim rejonu rylskiego w obwodzie kurskim.

## Geografia
Miejscowość położona jest w dorzeczu rzeki Kamienka, 1,5 km od centrum administracyjnego sielsowietu durowskiego (Durowo), 12 km od centrum administracyjnego rejonu (Rylsk), 118 km od Kurska.
W granicach miejscowości znajduje się 13 posesji.

## Demografia
W 2010 r. miejscowość zamieszkiwało 8 osób.